# Concroce walkeri
Concroce walkeri är en insektsart som beskrevs av Bo Tjeder 1967. Concroce walkeri ingår i släktet Concroce och familjen Nemopteridae. Inga underarter finns listade i Catalogue of Life.